# Auburn (Alabama)
Pour les articles homonymes, voir Auburn.
Auburn est une ville américaine qui se situe dans l'État d'Alabama. C'est là que se trouve l'université d’Auburn. Au 1er juillet 2012, sa population atteignait 56 908 habitants. Son aire métropolitaine incluant les villes de Columbus et Opelika atteignait au 1er juillet 2012 147 257 habitants.
Auburn est une ville universitaire. Presque la moitié de sa population est constituée des étudiants de l'Université d'Auburn.

## Démographie
| 1870  | 1880  | 1890  | 1900  | 1910  | 1920  | 1930  | 1940  |
| ----- | ----- | ----- | ----- | ----- | ----- | ----- | ----- |
| 1 018 | 1 161 | 1 440 | 1 447 | 1 408 | 2 143 | 2 800 | 4 652 |

| 1950   | 1960   | 1970   | 1980   | 1990   | 2000   | 2010   | - |
| ------ | ------ | ------ | ------ | ------ | ------ | ------ | - |
| 12 939 | 16 261 | 22 767 | 28 471 | 33 830 | 42 987 | 53 380 | - |

## Transports
Auburn possède un aéroport (Auburn-Opelika, code AITA : AUO).